# Polanica Górna
Polanica Górna (deutsch Neuheide) ist ein Ortsteil der Stadt Polanica-Zdrój (Bad Altheide) im Powiat Kłodzki in der Woiwodschaft Niederschlesien in Polen.

## Geographie
Polanica Górna liegt in den östlichen Ausläufern des Heuscheuergebirges an der Europastraße 67, die bis in die 1990er Jahre durch Polanica-Zdrój führte und danach als Umfahrung nördlich des Stadtgebietes verlegt wurde. Durch Polanica Górna verläuft auch die Woiwodschaftsstraße 388 von Bystrzyca Kłodzka (Habelschwerdt)  nach Ratno Dolne (Niederrathen). Nachbarorte sind Niwa (Reichenau) im Norden, Tworów (Ludwigsdörfel) und Wolany (Wallisfurth) im Nordosten, Szalejów Górny (Oberschwedeldorf) im Osten, Polanica-Zdrój im Süden, Borek (Walddorf) im Westen und Chocieszów (Stolzenau) im Nordwesten.

## Geschichte
Neuheide wurde ab 1556 durch Melchior von Walditz angelegt, dem der Alte Hof in Wernersdorf gehörte. Er ließ einige Häuser an der Landstraße erbauen, die zunächst als Neuwernersdorf und später als Neuheide benannt wurden. Das südlich gelegene Heyde wurde ab diesem Zeitpunkt als Altheide bezeichnet. Nach dem Tode des Melchior von Walditz gelangte der Alte Hof an dessen zweiten Sohn Ernst von Walditz, der auch den Werderhof in Wallisfurth erwarb. Dessen Witwe Hedwig geborene von Tschischwitz verkaufte Neuheide mit weiteren Besitzungen 1596 ihrem Schwager Sigmund von Walditz, der die Güter 1601 an die Stadt Glatz verkaufte. Sie musste die von ihm erworbenen Besitzungen auf Befehl des böhmischen Landesherrn den Brüdern Georg, Hans und Christoph, Söhne des Ernst von Walditz, abtreten.
Nach dem Ersten Schlesischen Krieg 1742 und endgültig mit dem Hubertusburger Frieden 1763 fiel Neuheide zusammen mit der Grafschaft Glatz an Preußen. Es bildete eine eigene Landgemeinde, zu der auch zwei Häuser und eine Försterwohnung in Rolling gehörten. Nach der Neugliederung Preußens gehörte es ab 1815 zur Provinz Schlesien und war ab 1816 dem Landkreis Glatz eingegliedert, mit dem es bis 1945 verbunden blieb. 1874 wurde Neuheide dem Amtsbezirk Altheide eingegliedert. 1910 wurden 386 Einwohner gezählt.
Als Folge des Zweiten Weltkriegs fiel Neuheide 1945 wie fast ganz Schlesien an Polen und wurde in Polanica Górna umbenannt. Die deutsche Bevölkerung wurde vertrieben. Die neu angesiedelten Bewohner waren zum Teil Vertriebene aus Ostpolen, das an die Sowjetunion gefallen war. Bis 1974 gehörte Polanica Górna zur Woiwodschaft Wrocław (Breslau) und anschließend bis 1998 zur Woiwodschaft Wałbrzych (Waldenburg).